# Майшукур
Майшукур (каз. Майшұқыр) — село в Коргалжынском районе Акмолинской области Казахстана. Административный центр Майшукырского сельского округа. Код КАТО — 116039100.

## Этимология
Майшукур — с казахского переводится как «маслинная яма», в связи с местоположением, где село располагается в зоне перепад незначительных высот (300 — 350 метров).

## География
Село расположено в северной части района, возле озера Ащыколь, на расстоянии примерно 15 километров (по прямой) к северу от административного центра района — села Коргалжын.
Абсолютная высота — 318 метров над уровнем моря.
Климат холодно-умеренный, с хорошей влажностью. Среднегодовая температура воздуха положительная и составляет около +4,5°С. Среднемесячная температура воздуха в июле достигает +21,1°С. Среднемесячная температура января составляет около -14,3°С. Среднегодовое количество осадков составляет около 370 мм. Основная часть осадков выпадает в период с июня по июль.
Ближайшие населённые пункты: село Кумколь — на северо-востоке, село Жумай — на западе, село Уркендеу — на юго-западе, село Абай — на юго-востоке, село Коргалжын — на юге.

### Улицы[3]
- ул. Абая,
- ул. Ащыколь,
- ул. Бейбитшилик,
- ул. Достык,
- ул. Майшукыр,
- ул. Сары-Арка,
- ул. Ынтымак.

Всего — 7 улиц.

## Население
В 1989 году население села составляло 1264 человек (из них казахи — 100%).

В 1999 году население села составляло 461 человек (246 мужчин и 215 женщин). По данным переписи 2009 года в селе проживало 209 человек (108 мужчин и 101 женщина).
| Численность населения | Численность населения | Численность населения |
| 1989                  | 1999                  | 2009                  |
| --------------------- | --------------------- | --------------------- |
| 1264                  | ↘461                  | ↘209                  |

## Инфраструктура
В селе есть средняя школа.